# Belgica (métro de Bruxelles)
 (août 2025).
Si vous disposez d'ouvrages ou d'articles de référence ou si vous connaissez des sites web de qualité traitant du thème abordé ici, merci de compléter l'article en donnant les références utiles à sa vérifiabilité et en les liant à la section « Notes et références ».
Pour les articles homonymes, voir Belgica.
Belgica est une station de la ligne 6 du métro de Bruxelles située à Bruxelles, sur les communes de Jette et Molenbeek

## Situation
La station se trouve en surface le long des voies ferrées et passe perpendiculairement au dessus du boulevard Belgica.
Elle est située entre les stations Pannenhuis et Simonis sur la ligne 6.

## Histoire

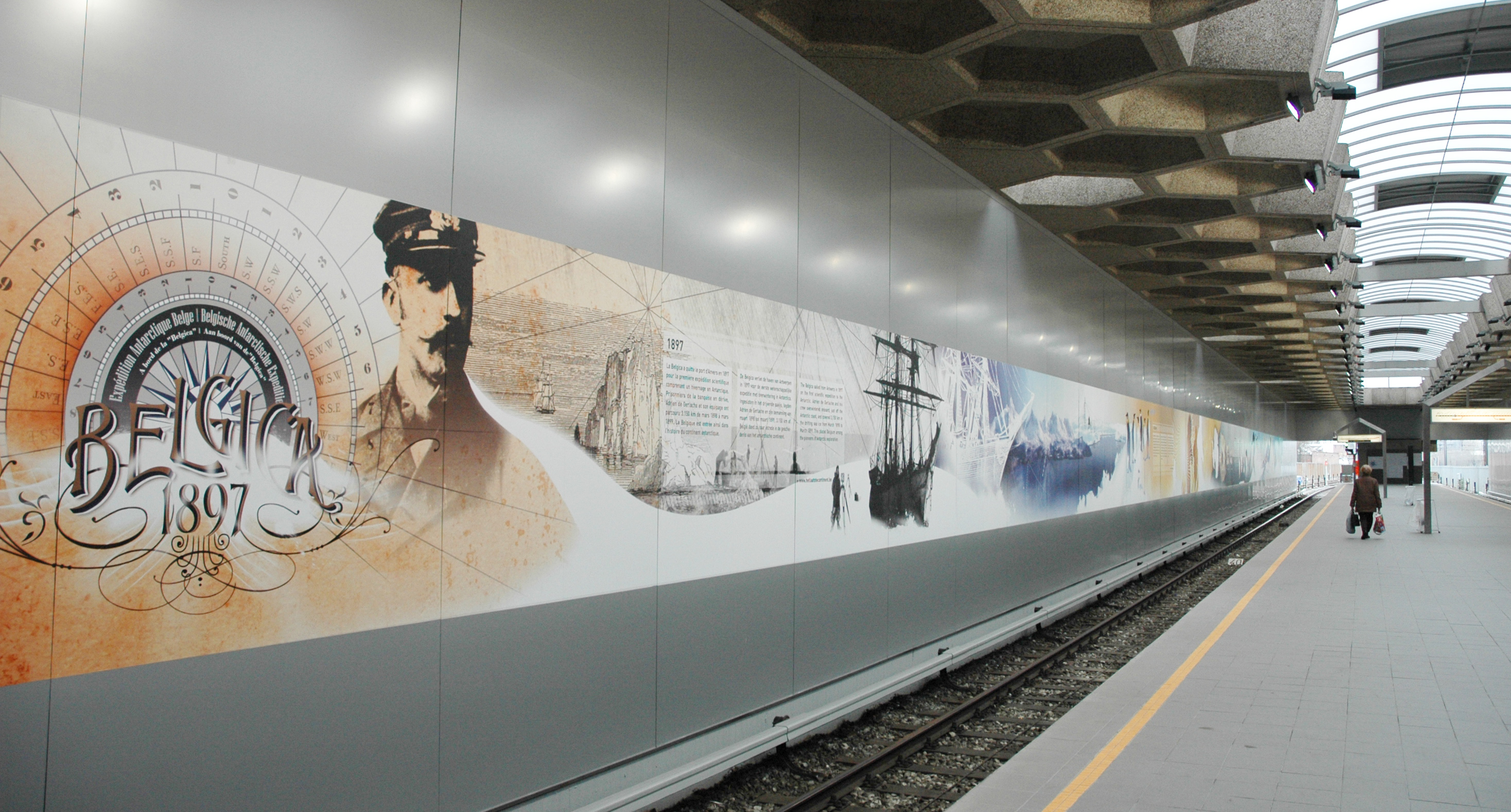
Fresque sur le thème : « L'exploration scientifique Belge en Antarctique » par T.Verbeeck.

Station mise en service le 6 octobre 1982.
La station Belgica porte le nom du bateau qui transporta en 1897 la toute première expédition polaire belge en Antarctique. Plus d'un siècle plus tard, la Belgique vient d'inaugurer la première base polaire 100 % autonome en Antarctique : la station Princesse Élisabeth. Pour marquer cet évènement mais aussi souligner le rôle joué par les transports publics dans la lutte contre le réchauffement climatique, la STIB a décidé en partenariat avec la Fondation polaire internationale de redécorer la station de métro Belgica aux couleurs des Pôles. Deux fresques de 2,40 m de haut sur 92 m de long ont été créées. L'une par l'artiste Thierry Verbeeck et l'autre par l'artiste Cedric Bourgaux.
En fin mars 2009, la station décorée est devenue une station polaire. Celle-ci est décorée sous le thème du réchauffement climatique.

## Services aux voyageurs

### Accès
Elle dispose de deux accès :
- Accès nos 1 et 2 : de part et d'autre du boulevard Belgica (équipés d'un escalator chacun et d'un ascenseur pour le premier).

La station se situe en extérieur, bien qu'équipée d'un toit.

### Quais
La station offre une configuration particulière à deux voies encadrant un unique quai central.

### Intermodalité
La station est desservie par la ligne 51 du tramway de Bruxelles, par la ligne 14 des autobus de Bruxelles